# In Justice
In Justice är en amerikansk TV-serie som visades på ABC mellan den 1 januari och 31 mars 2006. Den handlar om olika kriminalfall. Seriens fokus ligger på fall där advokaterna försöker att få oskyldigt dömda personer frikända. Serien lades ned efter en säsong på tretton avsnitt. I Sverige har serien visats på TV4.

## Rollista
- Jason O'Mara - Charles Conti
- Kyle MacLachlan - David Swain
- Marisol Nichols - Sonya Quintano
- Constance Zimmer - Brianna
- Daniel Cosgrove - Jon Lemonick
- Tim Guinee - Richard Rocca